# 252-es busz (Budapest)
A budapesti 252-es jelzésű autóbusz az Újbuda-központ és a kelenvölgyi Torma utca között közlekedett. A vonalat a VT-Arriva üzemeltette.

## Története
2014 tavaszán a 4-es metró átadásától a 250-es busz csak Kelenföld vasútállomásig közlekedett, Újbuda-központig az új 258-ast indították, míg betétjárata, a 258A Újbuda-központ és Kelenvölgy között közlekedett.
A járat 2015. március 15-étől 252-es jelzéssel közlekedett, útvonala nem változott.
2016. június 3-án üzemzárással megszűnt, pótlására a 153-as busz betér Kelenvölgybe, illetve az 58-as busz meghosszabbított útvonalon, Újbuda-központig közlekedik.

## Útvonala
| Torma utca felé | Újbuda-központ felé |
| --- | --- |
| Újbuda-központ M vá. – Bocskai út – Nagyszőlős utca – Ajnácskő utca – Budaörsi út – Menyecske utca – Neszmélyi út – Péterhegyi út – Egér út – Csákvár utca – Bazsalikom utca – Torma utca vá. | Torma utca vá. – Bazsalikom utca – Kecskeméti József utca – Duránci utca – Gépész utca – Bazsalikom utca – Csákvár utca – Egér út – Péterhegyi út – Neszmélyi út – Menyecske utca – Balatoni út – Budaörsi út – Ajnácskő utca – Nagyszőlős utca – Bocskai út – Október huszonharmadika utca – Újbuda-központ M vá. |

## Megállóhelyei
| 0  | Újbuda-központ M végállomás  | 22 | 53, 150, 258 4                                                                                       | 53, 150, 153A 4 |
| 0  | Újbuda-központ M             | 20 | 33, 53, 86, 150, 153, 212, 258 4, 18, 41, 47, 48 1251, 1253                                          | 33, 53, 150, 153, 153A, 154, 212 4, 17, 41, 47, 47B, 48, 56 1251, 1253                                                                   |
| 2  | Kosztolányi Dezső tér        | 18 | 7, 53, 86, 88, 107, 114, 150, 153, 188E, 212, 213, 214, 240E, 258, 272 19, 49                        | 7, 53, 107, 114, 150, 153, 153A, 154, 212, 213, 214, 240 19, 49                                                                          |
| 3  | Vincellér utca               | 16 | 53, 86, 88, 150, 212, 258, 272                                                                       | 53, 150, 212 |
| 4  | Hollókő utca                 | 14 | 53, 88, 150, 258, 272                                                                                | 53, 150 |
| 5  | Ajnácskő utca                | 13 | 53, 88, 150, 258, 272                                                                                | 53, 150 |
| 7  | Dayka Gábor utca             | 12 | 53, 88, 139, 140, 140A, 150, 153, 239, 258, 272                                                      | 53, 139, 140, 140A, 142, 150, 239, 253                                                                                                   |
| 8  | Sasadi út                    | 11 | 53, 88, 139, 140, 140A, 150, 153, 188E, 239, 240E, 258, 272 721, 731, 760, 761, 767 1251, 1253, 1256 | 8, 40, 40B, 40E, 53, 87, 88, 139, 140, 140A, 142, 150, 172, 172B, 173, 187, 188E, 239, 240, 253, 272 721, 731, 760, 767 1251, 1253, 1256 |
| 10 | Kérő utca                    | 6  | 150, 258                                                                                             | 150 |
| 11 | Menyecske utca               | 8  | 150, 258                                                                                             | 150 |
| 12 | Péterhegyi út / Neszmélyi út | 6  | 150, 153, 153A, 258                                                                                  | 150, 153, 153A, 154 |
| 13 | Igmándi utca                 | 5  | 150, 153, 187, 250, 258                                                                              | 150, 153, 153A, 154, 187, 250, 251, 251A, 258                                                                                            |
| 14 | Őrmezei út                   | 4  | 150, 153, 187, 250, 258                                                                              | 150, 153, 153A, 154, 187, 250, 251, 251A, 258                                                                                            |
| 15 | Gépész utca                  | ∫  | 58, 153, 258                                                                                         | 58, 153, 153A, 154, 258 |
| ∫  | Gépész utca                  | 3  | 58, 258                                                                                              | 58, 258 |
| ∫  | Duránci utca                 | 2  | 58, 258                                                                                              | 58, 258 |
| ∫  | Kecskeméti József utca       | 1  | 58, 258                                                                                              | 58, 258 |
| 16 | Torma utca végállomás        | 0  | 58, 258                                                                                              | 58, 258 |